# Ascotremella
Ascotremella Fr. (workotrzęsak) – rodzaj grzybów z rodziny Gelatinodiscaceae.

## Charakterystyka
Grzyby tremelloidalne o galaretkowatych owocnikach, tworzące mózgowato pofałdowane masy, przy czym każda część to odrębny owocnik. Worki 8-zarodnikowe, cylindryczne. Parafizy proste lub rozgałęzione. Askospory elipsoidalne, z prążkowaną ścianą zewnętrzną. Miąższ typu „textura intricata”, zbudowany ze strzępek osadzonych w galaretowatej masie. Korteks zbudowany z palisadowo ułożonych strzępek pod kątem prostym do powierzchni, mniej żelatynowatych.

## Systematyka i nazewnictwo
Pozycja w klasyfikacji według Index Fungorum: Gelatinodiscaceae, Helotiales, Leotiomycetidae, Leotiomycetes, Pezizomycotina, Ascomycota, Fungi.
Takson ten utworzył Fred Jay Seaver w 1930 r. Należą do niego tylko 2 gatunki
Gatunki:
- Ascotremella faginea (Peck) Seaver 1930 – workotrzęsak galaretowaty
- Ascotremella turbinata Seaver 1930

Nazwy naukowe według Index Fungorum. Nazwa polska według M.A. Chmiel